# Vetfetisjisme

Fysieke aantrekkingskracht door 47 mannelijke vetfetisjisten (in rood) voor 10 vrouwelijke lichamen per BMI-bandbreedte, afgezet tegen een controlegroep (in blauw)

Vetfetisjisme is een seksuele voorkeur voor mensen met overgewicht of obesitas vanwege hun gewicht en maat. Een variant van vetfetisjisten zijn feeders, mensen die hun partner het liefst zoveel mogelijk zien aankomen.

## Onderzoek
In 2009 is een onderzoek gedaan bij heteroseksuele mannen met een vetfetisj naar hun voorkeur voor lichaamstype. De mannen werd gevraagd om foto's van vrouwen met uiteenlopende lichaamstypes een cijfer te geven voor fysieke aantrekkingskracht. Zij gaven de vrouwen met overgewicht en obesitas een hoger cijfer dan aan slankere vrouwen. Ook gaven deze mannen hogere cijfers aan zeer dunne vrouwen. De onderzoekers geven als mogelijke verklaring dat deze mannen de socioculturele normen voor aantrekkingskracht verwerpen en daardoor de uitschieters naar beide kanten meer waarderen.

## Gaining en feeding
Er zijn verschillende rollen in het vetfetisjisme te onderscheiden. Gainers zijn mensen die ervan genieten om aan te komen of van het idee om aan te komen. Feeders helpen juist iemand anders om aan te komen en genieten daarvan. Er bestaat een breed spectrum van streefgewichten bij gainers en feeders, van een tiental kilo's extra tot (fantasieën over) immobiliteit.